# William Henry Harvey
William Henry Harvey (Summerville, 5 de fevereiro de 1811 — Torquay, 15 de maio de 1866) foi um médico e botânico irlandês.
Obteve seu título de doutor em medicina em 1844, em Dublin. Foi tesoureiro colonial na cidade do Cabo, África do Sul, de 1836 a 1842 onde coletou numerosos espécimens vegetais. 
Em 1844, foi curador do herbário do "Colégio Trinity de Dublin", e, em 1848, professor de botânica na "Sociedade Real de Dublin", e, em 1856, no "Colégio Trinity". 
De 1854 a 1856, explorou o Ceilão, e o oeste da Austrália, na Tasmânia. 
Em 1857 foi nomeado membro da Sociedade Linneana de Londres e da Royal Society em 3 de junho de 1858. 
Se interessou particularmente pelo estudo das algas marinhas. Foi um opositor da teoria da evolução proposta por Charles Darwin (1809-1882).
Sir William Jackson Hooker (1785-1865)  dedicou-lhe em 1837 o nome de um gênero, Harveya, da família das Scrophulariaceae.

## Publicações
- Genera of South Arican Plants (1838);
- Manual of British Algae (1841), '
- 'Phycologia Britannica (quatro volumes, 1846 à 1851),
- Nereis Australis (1847),
- Sea-side Book (1849,  quarta edição 1857),
- Nereis Boreali-Americana (três volumes, 1851 à 1858),
- Phycologica Australica (cinco volumes, 1858 à 1863),
- Thesaurus Capensis (dois volumes, 1859-1863),
- Index Generum Algarum (1860), comc Otto Wilhelm Sonder (1812-1881) Flora Capsensis (três volumes, 1859 à 1865).